# بقايا خلايا ملاسيز الطلائية

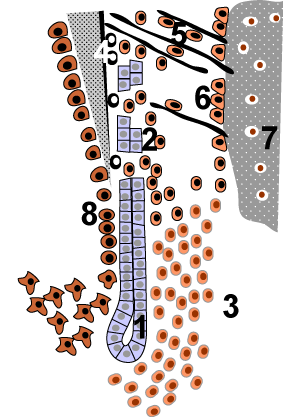
(1) غلاف جذر هيرتويغ الظهاري، (2) بقايا خلايا ملاسيز الظهارية، (3) جريب سني، (4) أرومة ملاطية، (5) رباط لثوي، (6) خلايا سنخية، (7) عظم، (8) أرومة سنية.

تُعتبر بقايا الخلايا الملاسيز الظهارية (إيه أر أم) (بالإنجليزية: epithelial cell rests of Malassez (ERM)) أو بقايا الملاسيز الطلائية (بالإنجليزية: epithelial rests of Malassez) في طب الأسنان، جزءًا من خلايا الرباط اللثوي حول السن. وهي تجمعات غير مترابطات من الخلايا المتبقية من غمد جذر هيرتويغ الظهاريوالتي لم تختفِ تمامًا. يُعتقد أن هذه الخلايا تتكاثر لتكّون بطانة ظهارية للعديد من الأكياس سنية المنشأ مثل الكيس الجذري تحت تأثير محفزات مختلفة. وهي مسماة على اسم لويس-تشارلز ملاسيز (1842–1909) الذي وَصف هذه الخلايا. تصبح بعض البقايا كلسية في الرباط اللثوي (مُلَيطَة - جسم صغير متكلس).
تلعب بقايا الخلايا الملاسيز دورًا في إصلاح الملاط وتجديده. يمكن للخلايا الجذعية في بقايا الخلايا أن تمر بمرحلة انتقالية ظهارية - لحمة متوسطة وتتمايز إلى أنواع مختلفة من الخلايا ذات الأديم المتوسط والأديم الظاهر مثل العظام، والدهون، والغضاريف، والخلايا الشبيهة بالخلايا العصبية. 